# Морські сходи (Таганрог)
Морська сходи (рос. Морская лестница; Нові кам'яні сходи, сходи Межлумяна) — сходи в Таганрозі, що ведуть від Комсомольського бульвару до Таганрозького судноремонтного заводу і морського порту. Побудовані у 1967 році за проектом архітектора А. А. Межлумяна.

## Архітектурне рішення
Морська сходи побудовані за проектом архітектора А. А. Межлумяна. Відкриття відбулося в 1967 році. Проектне рішення обумовлено ландшафтними особливостями місцевості. Драбина має бічні переходи та майданчики. Всього 215 ступенів. Ширина центральних ступенів — 6 метрів, бокових — 2 метри, висота драбини — 30 метрів, загальна довжина маршів — 175 метрів. В середині сходів, на оглядовому майданчику, знаходилося кафе «Маяк», користувалося великим попитом у відпочиваючих. З майданчиків морських сходів відкривався прекрасний вид на Таганрозьку затоку.

## Історія Морських сходів
Необхідність будівництва цих сходів назріла в повоєнні роки. Рішення про будівництво прийнято в 1960 році, але протягом кількох років портовики і судноремонтники чекали проекту сходів. Управління головного архітектора Таганрога зволікало з проектним рішенням.
19 серпня 1964 року відбулось засідання художньої ради при управлінні головного архітектора Таганрога, на якому були розглянуті три варіанти сходів, проектованих на мисі від 1-го Кріпосного провулка до судноремонтного заводу і морського порту. Перший варіант, розроблений в 1963 році архітектором М. Н. Сабуровою (Таганрозька бригада проектно-кошторисного бюро Облкомхоза) передбачала облаштування серпантинних сходів по трасі, в основному по корінній основі. Другий варіант, розроблений архітектором А. А. Межлумяном (Дорремстройуправление), передбачав пристрій прямого спуску з бічними сходовими маршами перпендикулярно схилу мису. Третій варіант розроблив архітектор Е. Є. Бронзовою (управління головного архітектора) за завданням Дорремстройуправления на основі проектного рішення А. А. Межлумяна, але на уточненій підоснові.
Худрада під головуванням головного архітектора Таганрога О. Г. Касюкова не прийшла до єдиної думки і звернулася до Облради у справах будівництва і архітектури з проханням провести експертизу трьох варіантів і дати рекомендації щодо подальшої розробки сходів.
У результаті в роботу був запущений проект архітектора А. А. Межлумяна. Будівництво Морських сходів розпочато в червні 1965 року. Вело будівництво дорожньо-ремонтно-будівельне управління міськкомгоспу, щоб асигнувань судноремонтним заводом і морським портом. До квітня 1967 року будівельні роботи були виконані більш ніж наполовину.
Затягнулося на кілька років будівництво не раз ставало об'єктом критики місцевої преси. Критичні виступи «Таганрозької правди» дуже бурхливо обговорювалися на засіданні виконкому Таганрога, були вжиті відповідні заходи. Об'єкт був поставлений під постійний контроль депутатської комісії з благоустрою. Велику допомогу в будівництві сходів надавали виконкому керівники судноремонтного заводу та морського порту, депутати В. А. Євстртьєв (директор судноремонтного заводу), М. А. Окульский, А. Б. Бершадський, П. В. Боровський та інші. Багато сил доклав до прискорення будівництва керівник будівництва А. А. Межлумян.
До листопадових свят 1967 році будівництво Морських сходів завершено.

## Сучасний стан
В постперебудовні роки, після переходу Таганрозького судноремонтного заводу і Таганрозького морського порту в приватні руки, Морські сходи без належного догляду стала поступово приходити в запустіння.
На березень 2015 року Морські сходи, іменовані в офіційних документах адміністрації міста Таганрога «Сходами їм Межлумяна А. А.», знаходилися в Реєстрі муніципального майна і були закріплені на праві оперативного управління за муніципальною бюджетною установою «Примор'я» згідно з наказом КУЇ Таганрога від 14 березня 2013 року.
У березні 2015 року на центральному оглядовому майданчику Морських сходів зведено капітальну будову кафетерію, що знищило видову перспективу, яка відкривалася як з верхнього, так і з нижнього майданчиків сходів. Відомий таганрозький дизайнер Володимир Верготі так прокоментував це діяння забудовників: «Це архітектурний садизм». Як з'ясувалося пізніше, адміністрація міста на це будівництво дозволу не давала.